# Katria katria
Katria katria är en fiskart som först beskrevs av Reinthal och Stiassny, 1997.  Katria katria ingår i släktet Katria och familjen Cichlidae. IUCN kategoriserar arten globalt som sårbar. Inga underarter finns listade i Catalogue of Life.